# 정방
정방(政房)은 고려 최씨 집권 때 정무를 행하던 곳으로서, 최우가 인사 문제 처리를 위해 1225년(고종 12년)에 자신의 집에 설치한 기관이다.

## 개설
정방 역시 무신정권기의 다른 기구와 마찬가지로 유력한 지배 기구의 하나로, 이것이 정방이라는 명칭을 띠고 공식기구로 발전하는 것은 고종 12년이다. 정방에 관해서는 이제현의 《역옹패설》에 잘 나와 있다.
원래 인사문제는 이부(吏部)와 병부(兵部) 소관이었다. 문신은 이부에서, 무신은 병부에서 정안(政案)에 따라 처리했다. 그런데 《역옹패설》에 보면, 최충헌 때부터 최충헌이 인사권을 자신의 개인 집에서 자의적으로 휘둘렀다고 나온다. 최우는 이것을 자신의 사저(私邸)에 정방이라는 이름으로 공식 인사기구를 설치하면서 공식화하였다. 이로써 최씨 무인정권의 권력은 확고해졌다. 무릇 권력의 핵심은 인사권에 있는바, 문무관 전반에 대한 인사권을 자의적으로, 그것도 권력자의 (공관도 아니고) 사저에서 이루어졌다는 것은, 모든 권력이 이제 최씨 무인정권으로 귀속됨을 뜻한다.

## 운영
백관의 승강(昇降)·임면(任免)·이동(移動)에 관한 이른바 전정(銓政)의 권한을 장악하여 모든 인사 행정을 행하였다. 정방에는 왕께 아뢰는 직책을 맡은 최고관직 정색승선(政色承宣)을 두었고, 그 밑에 이를 보좌하는 정색서제(政色書題) 등이 있었다. 정방은 최씨 정권이 몰락한 뒤에도 오래 존속되었다. 권신의 사설 기관으로 발족한 정방은 후기에는 일반 정무를 관장하는 국가 기관화하였다.

## 의의 및 평가
정색승선(政色承宣)이라는 요원도 갖추었던 정방은, 그 직책문제로 현재 약간의 논란이 일고 있으나, 직제상 문제보다는 정방의 요원이 최씨 무인정권 주변의 문인(文人)로 이루어졌다는 점이 더 중요한 것 같다. 이제 무신정권기에 정방이 문반의 사로(仕路)로서 중요한 역할을 맡게 되었으며, 이제는 무신정권이 무신만을 대표하는 정권이 아닌 문인도 포괄하는 정권으로 탈바꿈하는 것으로 그 의의를 찾아야 할 것이다.
이 정방은 다른 무신정권기의 기구들과 달리, 최의가 암살되자 유경(柳璥)이 무인정권의 사적 기관이 아닌 국가기관으로 바꾸면서 무신정권이 완전히 몰락한 뒤에도, 우왕이 상서사(尙瑞司)를 설치할 때까지 폐지와 설립을 반복한 국가기관으로서 중요한 정치적 역할을 수행한다. 모든 무신정권기의 권력기구가 무신정권이 몰락한 뒤에 소멸된 것과는 달리, 그 뒤에도 오랫동안 존속했다는 특징은 아마 정방이 인사권을 다룬 기관이라는 점과 관련이 있을 것이다.
초기의 정방과 달리 후기의 정방은 그 성격을 일률적으로 파악하기 힘들다. 오랫동안 소멸의 위협속에서도 기적적으로 버텨온 역사를 생각할 때 그 성격을 어떻게 규정할 것인가는 여전히 문제로 남는다. 이런 점을 고려할 때 정방은 고려 후기 정치사에서 여러모로 중요한 의의를 지녔다고 할 수 있다.

## 같이 보기
- 도방 / 서방
- 최우